# Hemihyalea debilis
Hemihyalea debilis är en fjärilsart som beskrevs av Rothschild 1916. Hemihyalea debilis ingår i släktet Hemihyalea och familjen björnspinnare. Inga underarter finns listade i Catalogue of Life.